# 石川テレビ放送
石川テレビ放送株式会社（いしかわテレビほうそう、英: Ishikawa Television Broadcasting Co., Ltd.）は、石川県を放送対象地域としたテレビジョン放送事業を行っている、特定地上基幹放送事業者である。
略称はITCで公式ロゴもあるが、ニュースなどの速報テロップで使用される程度で、通称である石川テレビがウェブサイトや番組表などで広く使用されている。

## 概要
FNN・FNS系列のテレビ局であり、中日新聞社（中日新聞北陸本社（金沢）で北陸中日新聞を発行）・東海テレビ放送との関係が深い。なお、2005年（平成17年）3月には総務省より中日と東海テレビの出資比率がマスメディア集中排除原則の出資規制に抵触していたとして厳重注意処分を受けているが、のちに隣接区域（東海テレビのエリアである岐阜県と県境を接している）への出資比率制限が緩和され、中日・東海テレビ両社合わせた出資比率は処分時より上回っている。なお、北國新聞からの資本もわずかではあるが入っている（詳細は「資本構成」の項目を参照）。
1990年（平成2年）4月1日に、日本テレビ系列局のテレビ金沢が開局するまでは『天才・たけしの元気が出るテレビ!!』など、日本テレビ系列の番組も時差ネットで放送されていた。また、翌1991年（平成3年）10月1日に北陸朝日放送が開局するまでは、テレビ朝日系列の番組も放送されていて、クロスネット局ではないにもかかわらず、『パーマン』や『朝まで生テレビ!』を同時ネットしていたこともあった。このような影響があったためか、単独系列局であるにもかかわらず、1985年（昭和60年）4月1日から1987年（昭和62年）8月31日まで放送されていた『夕やけニャンニャン』が放送されなかった。
現在の社屋『メディア館』は旧本館跡地に建設された地上4階建て、旧本館の2.5倍の延床面積の約4,000㎡である。旧本館の耐震性が低いのを受けて2012年（平成24年）12月より計画が始動し、2014年（平成26年）4月2日に着工、2015年（平成27年）5月9日に竣工したもので、耐震基準は建築基準法の基準の1.25倍に設定し、震度6強クラスの地震にも耐えられる設計になっている、重要な施設（制作スタジオや報道スタジオ、電気室）を上階に配置するなど、水害対策も考慮されている。
富山県・福井県で発行されている全国紙では、富山県・福井県の日本経済新聞・福井県の産経新聞はフルサイズ、富山県・福井県の読売新聞（どちらも第2テレビ欄）・朝日新聞・福井県の毎日新聞でハーフサイズの掲載となっている。地方紙では北陸中日新聞富山県版・福井新聞（第2テレビ欄）・日刊県民福井・中日新聞福井県版でハーフサイズ以下の掲載となっている。富山県の毎日新聞・産経新聞・サンケイスポーツは2024年9月30日で販売を取り止めている。スポーツ紙では富山県・福井県のスポーツニッポン（大阪本社版）・富山県の中日スポーツ（大阪本社版）でフルサイズ、福井県の日刊スポーツ（大阪本社版）、富山県・福井県のスポーツ報知（富山県は東京本社版、福井県は大阪本社版）でハーフサイズ以下の掲載となっている。富山県の北日本新聞（2011年（平成23年）9月で掲載中止）・富山新聞（2023年（令和5年）]2月で掲載中止）・福井県のサンケイスポーツ・富山県の日刊スポーツ・福井県の中日スポーツ・富山県・福井県のデイリースポーツでは掲載されていない。
2021年（令和3年）6月24日の株主総会、その後の取締役会終了後社外取締役で中日新聞社取締役電子電波担当の林寛子が社長に就任し2023年（令和5年）6月29日の株主総会その後の取締役会終了時まで務めた。1968年（昭和43年）の会社創立以来初の女性社長だった。就任当時、現役の民放の女性社長は新潟テレビ21の桒原美樹、ニッポン放送の檜原麻希に続いて3人目だった。後任には専務経営本部長だった淺忠史が昇格した。
ローカルニュースはホームページ・FNNプライムオンライン・石川テレビ公式YouTubeチャンネルで動画配信している。自社制作番組『石川さん情報Live リフレッシュ』では放送された内容が石川テレビ公式YouTubeチャンネルで動画配信されている。
主な受賞歴に『日本国男村』が2022年日本民間放送連盟賞テレビ報道番組部門最優秀賞を受賞し同時に同賞テレビ番組グランプリ候補作品となった。

## 事業所所在地
本社
- 石川県金沢市観音堂町チ18番地（〒920-0388）
  - かつては金沢市南町の金沢中日ビル3階に別館を置いていたが、観音堂町の本社に統合して廃止されている。

東京支社
- 東京都中央区銀座五丁目15番1号 南海東京ビル2階

大阪支社
- 大阪府大阪市北区梅田一丁目3番1号 大阪駅前第一ビル11階

名古屋支社
- 愛知県名古屋市東区東桜一丁目14番25号 テレピア13階

## 資本構成
企業・団体の名称、個人の肩書は当時のもの。

### 2021年3月31日
| 資本金 | 発行済株式総数 | 株式数 |
| ------ | -------------- | ------ |
| 3億円  | 600,000株      | 46     |

| 株主                             | 株式数    | 比率   |
| -------------------------------- | --------- | ------ |
| 東海放送会館                     | 140,700株 | 23.45% |
| 中日新聞社                       | 119,500株 | 19.91% |
| 東海テレビ放送                   | 59,000株  | 9.83%  |
| フジ・メディア・ホールディングス | 30,000株  | 5.00%  |
| 朝日新聞社                       | 30,000株  | 5.00%  |
| 読売新聞東京本社                 | 30,000株  | 5.00%  |
| 北國新聞社                       | 30,000株  | 5.00%  |

## 情報カメラ設置ポイント
- 石川県庁屋上
- 浅野川大橋北側
- 兼六園下交差点
- 香林坊交差点

## チャンネル
リモコンキーID：8、編成チャンネル：081 - 082、088（臨時チャンネル）

### 親局
- コールサイン：JOIH-DTV
  - チャンネル：16ch
  - 送信出力：1kW

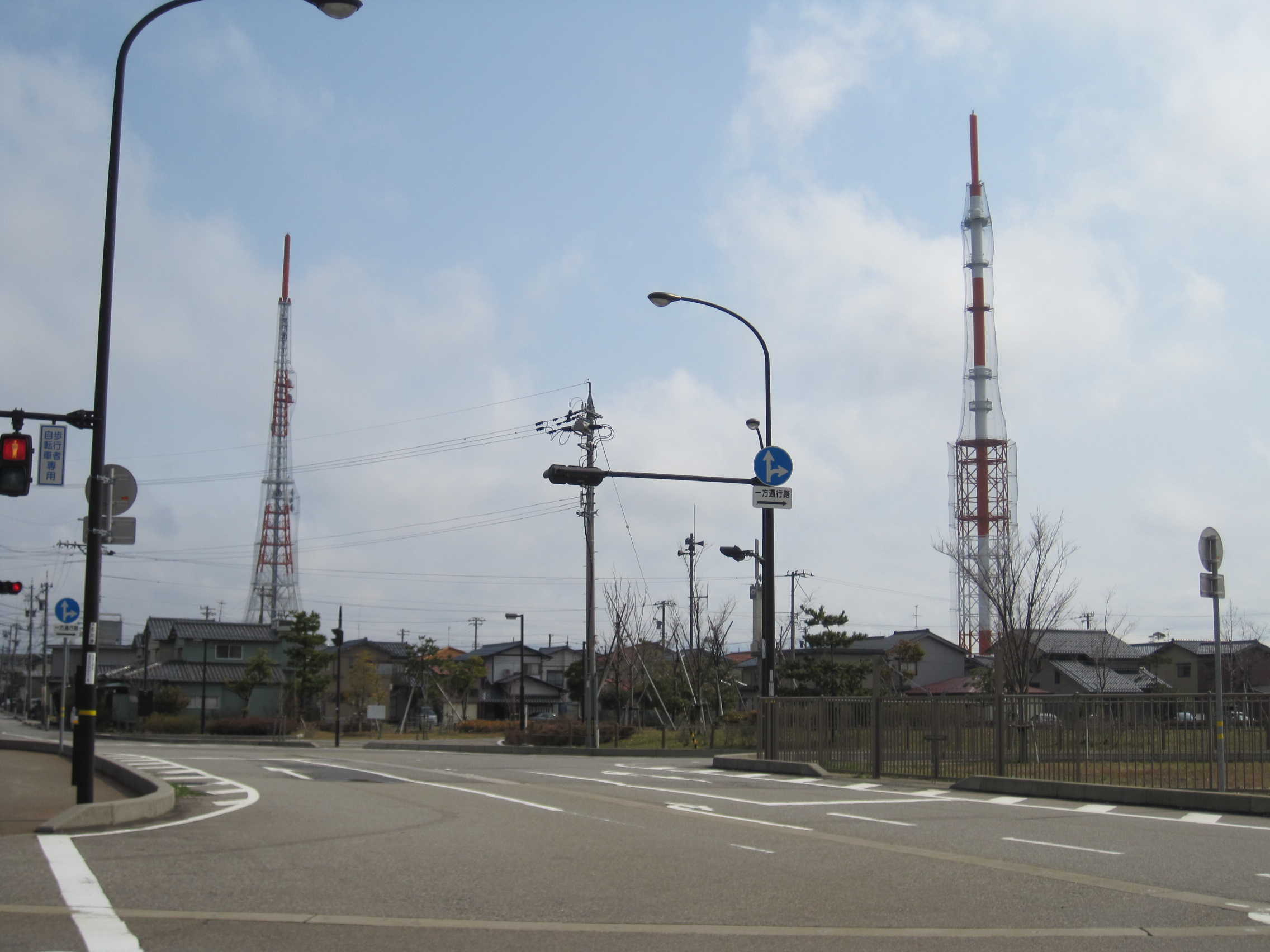
石川テレビ放送の送信塔（写真右側）

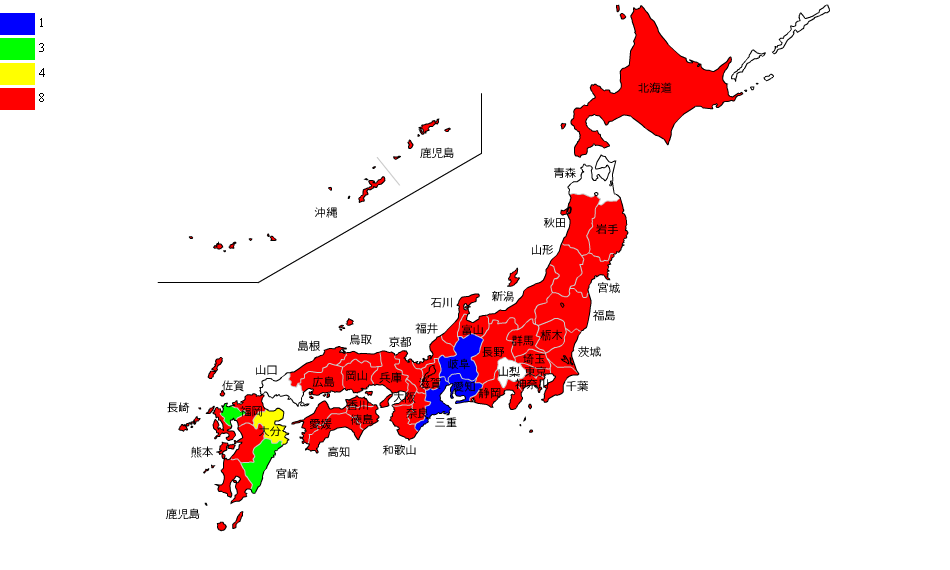
フジテレビ系列のリモコンキーID地図

  - 送信所：金沢市観音堂町チ18番地（本社内、北陸放送が相乗り）

### 中継局
| - 七尾 39ch 50W - 山中 18ch 0.3W - 羽咋 38ch 10W - 輪島 28ch 10W - 珠洲 16ch 30W（廃局したアナログ中継局とは別の場所に新設） - 舳倉 47ch 3W - 大聖寺 38ch 1W - 富来 28ch 3W - 東門前 28ch 1W - 能登鹿島 28ch 3W （垂直偏波） - 輪島町野 28ch 0.3W - 粟津 16ch 0.1W | - 小松金平 18ch 0.05W - 小松尾小屋 28ch 0.05W - 塩屋 16ch 0.3W - 鶴来 28ch 0.3W - 鳥越 28ch 1W - 尾口 28ch 1W - 白山下 16ch 0.01W - 白峰 28ch 0.1W - 加賀東谷口 44ch 0.05W - 片山津 47ch 0.05W - 津幡竹橋 28ch 0.01W |

※隣接する富山県・福井県の一部地域でも受信が可能。地上デジタル放送の場合は枝番が付く（富山テレビと福井テレビがともにリモコンキーID「8」を使用しているため）。ポジションは8以外の番号(3や11など)に設定される。

## アナログ放送
2011年7月24日の12時に放送が終了した時点のもの。なお、珠洲市内の中継局は2010年7月24日に廃止されている。

### 親局
- コールサイン：JOIH-TV
  - チャンネル：37ch
  - 送信出力：映像 10kW、音声 2.5kW
  - 送信所：金沢市観音堂町チ18番地

### 中継局
- 七尾 55ch
- 輪島 35ch
- 羽咋 44ch
- 加賀山中 35ch
- 門前 55ch
- 志賀富来 38ch
- 粟津 55ch
- 鶴来 47ch
- 白山白峰 58ch
- 大聖寺 43ch
- 塩屋 57ch
- 白山鳥越 55ch
- 尾口 46ch
- 町野 47ch
- 柳田 44ch
- 東門前 43ch
- 卯辰山 55ch
- 大聖寺西 60ch
- 能都 35ch
- 金沢御所 41ch
- 能都鵜川 56ch
- 穴水 40ch
- 能登鹿島 35ch
- 中島 56ch
- 七尾灘浦 24ch
- 舳倉 44ch
- 門前暮坂 58ch
- 門前皆月 44ch
- 鍋谷 52ch
- 穴水比良 52ch

- 津幡南中条 57ch
- 小松金平 57ch
- 加賀東谷口 58ch
- 門前阿岸 47ch
- 白山下 56ch
- 津幡竹橋 57ch
- 小松尾小屋 57ch
- 穴水岬 52ch
- 吉野谷瀬波 47ch
- 片山津 48ch
- 片山津南 62ch
- 志賀上棚 55ch
- 金沢神谷内 58ch
- 金沢伏見ヶ丘 45ch
- 加賀山中南 55ch
- 珠洲 47ch[注 4]
- 珠洲狼煙 27ch
- 珠洲大谷 39ch
- 珠洲鈴内 27ch
- 珠洲東若山 59ch
- 珠洲若山 60ch
- 珠洲森腰 38ch
- 珠洲三崎 59ch

※岐阜県の一部でも視聴が可能ではあったものの、岐阜放送上加納山親局と同一チャンネルのため、混信が発生していた。
※かつては、富山県内の一部のケーブルテレビで区域外再放送を実施していたが、地デジ完全移行までに終了した。

### サービスエリア
サービスエリアは石川県内と富山県西部ほぼ全域、福井県嶺北と富山県東部の一部に及ぶ。

## 沿革
- 1967年（昭和42年）

石川テレビの正式なロゴ。2012年以降は新ロゴと併用。

  - 10月26日 - 石川テレビ放送（株）設立のため無線局免許申請[15]。
  - 11月1日 - 予備免許交付[15]。
- 1968年（昭和43年）
  - 2月28日 - 創立株主総会[15]。
  - 3月7日 - 会社設立[15]。
  - 6月22日 - 社屋建設起工式[15]。
  - 11月15日 - 東京支社開設[15]。
  - 11月18日 - 大阪支社開設[15]。
- 1969年（昭和44年）
  - 2月4日 - 石川テレビ親局、金沢テレビジョン放送局免許、同月5日より運用開始[15]。
  - 2月7日 - サービス放送開始[16]。
  - 2月8日 - 航空自衛隊小松基地のジェット戦闘機の金沢市内墜落事故でニュース速報第1号[15]。
  - 2月18日 - 本社社屋、空中線鉄塔竣工式[15]。
  - 4月1日 - 北陸放送に次ぐ、石川県2番目の民放テレビ局として開局。同時に名古屋支社を開設[15]。
  - 5月4日 - 兼六園球場で初のプロ野球中継（中日対広島）[15]。
- 1970年（昭和45年）
  - 12月25日 - カラー現像機を導入、ローカルニュースカラー化[17]。
- 1971年（昭和46年）
  - 10月7日 - 情報番組『タウン情報』放送開始[17]。
- 1972年（昭和47年）
  - 4月18日 - 富山支局を開設[17]。
- 1974年（昭和49年）
  - 3月10日 - カラー中継車導入[17]。
  - 3月28日 - 関連会社『石川テレビ企業』（株）[17]。
  - 4月6日 - 初のワイド番組『4時です あなたの広場』放送開始[17]。
  - 4月7日 - 開局5周年記念『歌のグランドスペシャル』放送開始[17]。
  - 6月27日 - 第1回北陸アマゴルフ選手権大会開催[17]。
  - 11月5日 - 石川テレビ別館開設。香林坊中日ビルへ社長室と業務局が移転[17]。
- 1976年（昭和51年）
  - 4月5日 - 平日帯番組『ひい・ふう・ミセス』開始[18]。
  - 10月5日 - 小松支局開設[18]。
- 1977年（昭和52年）
  - 10月30日 - 第1回金沢百万石ロードレース開催[18]。
  - 11月30日 - 10周年記念事業の一環として石川県内の有識者を集め、ITCクラブを設立。同日には石川テレビ賞を制定[18]。
- 1978年（昭和53年）10月2日 - 『ITCニュースワイド630』放送開始[18]。
- 1980年（昭和55年）
  - 5月16日 - 音声多重放送の予備免許を取得[19]。
  - 7月1日 - 『歌のホームラン』放送開始[19]。
  - 9月26日 - 音声多重放送の本免許を取得[19]。
  - 9月27日 - 音声多重放送を開始（北陸放送テレビと同日。共に石川県初）[20]。
- 1981年（昭和56年）10月1日 - CMバンク運用開始[19]。
- 1984年（昭和59年）8月11日 - 野外コンサート「ポップヒル」を辰口丘陵公園にて開催[19]。
- 1988年（昭和63年）
  - 9月1日 - 緊急警報装置「EMS」運用開始[21]。
  - 10月31日 - 映像資料センター館竣工[21]。
- 1989年（平成元年）
  - 5月4日 - 開局20周年記念として「国際交流・日本海凧揚げ大会」を内灘海岸にて、「第1回世界の凧の祭典」を香林坊大和にて開催[21]。
  - 9月4日 - SNG、F-SATシステム稼動[21]。
- 1990年（平成2年）7月4日 - 本社新館社屋の増築工事竣工[22]。
- 1991年（平成3年）
  - 9月 - 第46回国民体育大会（石川国体）中継[22]。
  - 10月6日 - 自社制作番組『勝手にブギウギ』放送開始[22]。
- 1995年（平成7年）
  - 5月31日 - 本社北館完成[22]。
  - 10月 - ゴールデンタイムに自社制作番組『ごきげん完熟探検隊』放送開始[22]。
- 1998年（平成10年）3月31日 - 字幕放送開始[20]。
- 1999年（平成11年）
  - 4月20日 - ゴールデンタイムに自社制作番組『おもしろどんぶり』放送開始[22]。
  - 5月26日 - 高さ160メートルの新鉄塔完成[23]。
- 2002年（平成14年）7月11日 - グッズショップ「i-LAND」がKOHRINBO109（現・香林坊東急スクエア）にオープン[24]。
- 2003年（平成15年）
  - 5月 - キャラクター「石川さん」誕生。同年5月30日放送開始のCM「石川さん誕生編」で初披露[25]。
  - 10月16日 - "石川さん"による局のイメージCMが、日本民間放送連盟賞テレビCM部門で最優秀賞を受賞[26][24]。
- 2004年（平成16年）
  - 3月15日 - 本社マスター館完成[24]。
  - 5月31日『奥能登 女たちの海』がギャラクシー賞テレビ部門優秀賞を受賞。同年11月9日には日本民間放送連盟賞優秀賞受賞[24]。
- 2005年（平成17年）
  - 3月2日 - 総務省よりマスメディア集中排除原則の制限を超えて出資を受けていたため厳重注意処分を受ける[27]。
  - 12月 - 年間視聴率が11年ぶりに3冠を獲得[28]（1994年以来、2005年から2009年までの5年間、連続して3冠を獲得）。
- 2006年（平成18年）
  - 6月1日 - 番組バンク稼働開始[28]。
  - 7月1日 - 地上デジタル放送開始[28]。
- 2009年（平成21年）7月24日 - アナログ放送終了2年前に併せて、珠洲中継局において10:00からの1時間、試験的にアナログ放送休止（デジタル放送は通常放送）。
- 2010年（平成22年）
  - 1月22日 - アナログ放送終了1年半前に併せて、珠洲中継局において同日12:00から1月24日までの2日間・48時間に渡りアナログ放送を休止（デジタル放送は通常放送）。
  - 7月24日 - 珠洲中継局のアナログ放送完全終了[29]。
- 2011年（平成23年）
  - 7月24日 - 正午でアナログ放送終了。翌7月25日の0時をもって完全停波[29]。
- 2012年（平成24年）
  - 10月19日 - 10月21日 - 県内初の「エリア放送」実施[29]。
- 2014年（平成26年）
  - 1月 - 社屋建て替えのため敷地内の別棟に移動。
  - 4月2日 - メディア館起工式[29]。
- 2015年（平成27年）
  - 5月9日 - 新社屋『メディア館』竣工[30]。
  - 8月1日 - 4K番組がスタート[20]。
- 2018年（平成30年）
  - 1月10日 - 敷地内の送信鉄塔で落雷[31]による火災発生。この影響で本局及び共用している北陸放送（MRO）の番組が停波[32]。仮設アンテナを設置し1月18日に1kWでの放送を開始[33][34]。
  - 8月1日 - 上記火災前の出力に本復旧[35][36]。
- 2019年（平成31年／令和元年）
  - 4月1日 - 開局50周年[30]。それを記念して、同年4月25日に石川テレビとしては初の社史となる『石川テレビの50年 停波事故を乗り越えて』（全99ページ）を発行した。
  - 4月6日 - 『開局50周年特別番組 加賀から能登まで いしかわ115万人ありがとうテレビ』を3時間にわたり生放送された（13:00 - 16:00）[37]。
- 2021年（令和3年）
  - 6月24日 - 会社設立以来初の女性社長、林寛子就任。
  - 6月28日 - マスター（主調整室）更新[38]。
- 2022年（令和4年）
  - 9月15日 - 『日本国男村』が2022年日本民間放送連盟賞テレビ報道番組部門最優秀賞を受賞。同時に同賞テレビ番組グランプリ候補作品となる。
- 2024年（令和6年）
  - 1月1日 - 16時10分に発生した能登半島地震による停電などの影響で輪島市内の中継局でテレビが映らない事態が発生し1月26日現在でも視聴できない中継局が残る[39][40]。

## ネットワークの移り変わり
- 1969年（昭和44年）4月1日 - 北陸中日新聞資本のテレビ局として開局したため、ニュースネットはFNNと定める。それ以外は日本テレビ・フジテレビ・NETテレビをフジテレビを中心として組み合わせる編成。
- 1969年（昭和44年）10月1日 - この日発足したFNSに加盟。
- 1975年（昭和50年）3月31日 - 腸捻転解消により北陸放送で放送されていた朝日放送の一部番組が移行される。入れ替りに毎日放送の番組がMROへ移行。
- 1990年（平成2年）4月1日 - テレビ金沢の開局により、日本テレビの番組を打ち切り。
- 1991年（平成3年）10月1日 - 北陸朝日放送の開局により、テレビ朝日の番組を打ち切り。番組販売扱いのテレビ東京系列局制作分を除き、FNN・FNS系列の番組のみの編成となる。

## 主なテレビ番組
※太字は字幕放送。

### 自社制作番組
- 北陸中日新聞ニュース（月曜 - 金曜 11:42 - 11:50[注 5]）
- 石川さん こんやのニュース（月曜 - 土曜 20:54 - 21:00[注 6]、日曜 23:09 - 23:15[注 7]）
- 石川さん天気（月曜 - 金曜 5:22 - 5:25、月曜 - 木曜 22:54 - 23:00、金曜 22:52 - 23:00、土曜・日曜 4:57 - 5:00）
- 石川さんパレット（月曜 - 金曜 16:45 - 19:00[注 8]）
- 石川さんパレットぷらす（土曜 17:00 - 17:30[注 9]）
- 石川さん Live News イット!（土曜 17:30 - 18:00[注 10]）
- 北陸中日新聞 サンデーNews[注 11]（日曜 17:30 - 18:00[注 10]）
- SHOPてチョーダイ!（水曜 21:54 - 22:00、SHOPの読みは「みせ」）
- 物語の始まりへ（木曜 21:54 - 22:00）
- ふれあい空間いしかわ（土曜 11:05 - 11:20、石川県民大学校放送利用講座[注 12]）※手話放送
- 新ふるさと人と人 復興を願う 能登セレクション（土曜 18:00 - 18:15）
- みまっし金沢（金沢市広報番組、隔週土曜 17:25 - 17:30）
- N-18 凸（日曜 1:50 - 2:45（土曜深夜）、再放送・木曜未明（水曜深夜））
- ウィークリーいしかわ（石川県広報番組、日曜 17:25 - 17:30）※手話放送
- JAのアスリート飯レシピ（毎月最終日曜を除く 11:45 - 11:50）
- 石川テレビマンスリーノート（毎月最終日曜 11:45 - 11:50）

### フジテレビ系列番組
製作局の表記のないものはフジテレビ制作、遅れネットまたは制作局と同時ネットのローカルセールス枠の番組を掲載。
平日
- ノンストップ![注 14]（月曜 - 金曜 9:50 - 11:25）○※番組連動データ放送
- Live News イット![注 15][注 14]（月曜 - 金曜 16:50 - 17:12.30・18:48.30 - 19:00）○

月曜
- おかべろ（火曜 0:25 - 0:55（月曜深夜）、関西テレビ制作）
- いたジャン!（火曜 0:55 - 1:25（月曜深夜））[41]

火曜
- 今夜はナゾトレ（火曜 19:00 - 20:00[注 16]）○
- 川島隆太教授のテレビいきいき脳体操（火曜 21:54 - 22:00、仙台放送制作）
- 坂道の向こうには青空が広がっていた。（水曜 0:25 - 0:55（火曜深夜））○
- FNSドキュメンタリー大賞（水曜 1:25 - 2:18（火曜深夜））

水曜
木曜
- 何か“オモシロいコト”ないの?（金曜 0:15 - 0:45（木曜深夜））○
- タイムレスマン（金曜 0:45 - 1:15（木曜深夜））

金曜
- 坂上どうぶつ王国（金曜 19:00 - 20:00[注 17]）○
- 千原ジュニアの座王（土曜 0:55 - 1:27（金曜深夜）、関西テレビ制作）

土曜
- 相葉◎×部（土曜 16:30 - 17:00）○
- ネタパレ（土曜 18:30 - 19:00）○
- ジャンクSPORTS（日曜 1:15 - 1:45（土曜深夜））

日曜
- テレビ寺子屋（日曜 5:30 - 6:00、テレビ静岡制作）※手話放送
- ごるビバ（日曜 6:15 - 6:30、NST新潟総合テレビ制作）
- ゲゲゲの鬼太郎 私の愛した歴代ゲゲゲ（日曜 9:00 - 9:30）○※解説放送
- TO BE HERO X（日曜 9:30 - 10:00）○※解説放送
- かのサンド（日曜 10:00 - 11:15）○
- KEIBA BEAT[注 18]（日曜 15:00 - 16:00、関西テレビ制作[注 19]）○
- 突然ですが占ってもいいですか?（月曜 0:55 - 1:25（日曜深夜））○
  - この他にも土曜の『土曜はナニする!?』の後半部分（9:55 - 10:25）、日曜の『日曜報道 THE PRIME』の後半部分（8:25 - 8:55）も放送している。

不定期放送
- 旬感LIVE とれたてっ!（13:50 - 14:45、関西テレビ制作）
- ぐっさん家〜THE GOODSUN HOUSE〜（東海テレビ制作）
- フットマップ（関西テレビ制作）[注 20]

### テレビ東京系列番組
- 乃木坂工事中（木曜 0:15 - 0:48（水曜深夜）[注 21]、テレビ愛知制作[注 22]）
- THE フィッシング（土曜 5:30 - 6:00、テレビ大阪制作）
- タクシー運転手さん一番うまい店に連れてって!（土曜 15:00 - 15:55）
- ウルトラシリーズ（日曜 6:30 - 7:00、現在は『ウルトラマン ニュージェネレーション スターズ』を放送）
- 開運!なんでも鑑定団（日曜 12:00 - 13:00・土曜 12:00 - 13:00（再放送））
- THEカラオケ★バトル（日曜 13:00 - 14:00）
- 世界!ニッポン行きたい人応援団（不定期放送）
- 日曜ビッグバラエティ （土曜または日曜午後に不定期放送）
- 緊急SOS!池の水ぜんぶ抜く大作戦（不定期放送）

### その他の番組
- CM INDEX（月曜 2:23 - 2:50  (日曜深夜）、東京企画制作）[注 23]

## 終了した番組

### 自社制作番組
- 石川テレビハイビジョンスペシャル「時をつなぐ」（2006年7月 - 2007年6月の第1月曜 19:00 - 19:54）
- FNN石川テレビ朝刊（日曜 6:00 - 6:15、『産経テレニュースFNN』『FNNニュース』のタイトル差し替え。1983年3月までは月曜から金曜、1997年3月までと2000年4月から2003年9月までは土曜朝にも放送されていた）
- ITCニュースワイド630
- ニュースワイド石川6:30
- FNNニュースワイド石川6:00
- FNN石川テレビスーパータイム
- FNN石川テレビザ・ヒューマン
- 石川テレビスーパーニュース
- 石川さん みんなのニュース
- 石川さん プライムニュース
- 勝手にブギウギ
- 夕やけワイド まちかど元気王
- 土曜はとくもり!!元気王
- 歌のホームラン
- 千客万来!ほのぼのマンデー
- 千客万来!ほのぼのサンデー
- 情報招きネコ
- MUSIC ROOM N-18
- 快汗天国! POP HILL - 第1回の1984年に辰口丘陵公園で、第2回以降は金沢市に隣接する津幡町の石川県森林公園で1985年から2002年まで行われていた野外ロックイベント「POP HILL」の様子を1時間半弱に凝縮して放送。全国のフジテレビ系列局でも放送されていた。単発放送だったため、局によって放送時間は違っていた。
- 私たちの時代 - 2010年12月30日にフジテレビ系列で放送されたドキュメンタリー番組。フジテレビとの共同制作で、石川県立門前高等学校女子ソフトボール部の活動を追った番組。
- 時代劇特選シリーズ
- あの日からの贈り物 〜小学校歌を訪ねて〜
- 8ッピーLive いしかわキッズ!
- Cafe du Cinema
- ポップナイト
- LLL[21]
- やんぐタウン[21]
- ごきげん完熟探検隊[22]
- まいどさん夢之助です
- プロに挑戦!!いしかわゴルフ塾
- 石川さん情報Live リフレッシュ
- リフレッシュぷらす

### フジテレビ系列
- アロハ・ソムリエ
- 運命から始まる恋 -You are my Destiny-
- 快傑えみちゃんねる（関西テレビ制作）
- 祭人魂（東海テレビ制作）
- 石橋、薪を焚べる
- 関ジャニ∞のジャニ勉（関西テレビ制作）
- 関ジャニ∞の あとはご自由に
- もしもツアーズ
- イタズラジャーニー
- 釣りごろつられごろ（テレビ新広島制作）

### テレビ東京系列
- 藤原弘達のグリーン放談
- ゴルフ 尾崎兄弟・飯合に挑戦!!
- ド短期ツメコミ教育!豪腕!コーチング!!
- クイズところ変れば!?
- あっぱれ!日本一
- 三宅式こくごドリル
- ヤンヤン歌うスタジオ
- ヤングおー!おー!（毎日放送制作で当時の東京12ch系列局向けにネット、腸捻転解消で北陸放送に移行）
- まいっちんぐマチコ先生
- 疾風!アイアンリーガー
- 姫ちゃんのリボン→赤ずきんチャチャ→ナースエンジェルりりかSOS→こどものおもちゃ
- カウボーイビバップ→発明BOYカニパン→超発明BOYカニパン→宇宙海賊ミトの大冒険→ビックリマン2000
- 宇宙の騎士テッカマンブレード
- 緊急発進セイバーキッズ
- ミスター味っ子
- ぴたテン（テレビ大阪制作）
- スレイヤーズ→スレイヤーズNEXT→スレイヤーズTRY
- テニスの王子様
- 魔法のプリンセス ミンキーモモ（一作目）
- キャプテン翼（昭和版）
- まんがことわざ事典
- アイドル伝説えり子→アイドル天使ようこそようこ→ゲッターロボ號→花の魔法使いマリーベル（テレビせとうち制作）
- クイズ地球まるかじり
- ロスト・ユニバース
- 爆走兄弟レッツ&ゴー!!→爆走兄弟レッツ&ゴー!! WGP→爆走兄弟レッツ&ゴー!! MAX
- ヒカルの碁
- Cosmic Baton Girl コメットさん☆（テレビ大阪制作、TBS『ブラザー劇場』枠実写版は2期とも北陸放送で放送）
- 東京ミュウミュウ（テレビ愛知制作、『にゅ〜♡』は県内未放送）
- デ・ジ・キャラットにょ（テレビ大阪制作、途中打ち切り、『令和のデ・ジ・キャラット』はHABで放送）
- 魔探偵ロキ RAGNAROK
- 大江戸捜査網
- 高校教師 (1974年のテレビドラマ)
- 忍者キャプター
- おねがい!マスカット
- 怒りオヤジ3
- 遊☆戯☆王デュエルモンスターズGX
- おねだり!!マスカット→おねだりマスカットSP!
- ペット大集合!ポチたま
- この日本人がスゴイらしい。 Brand New Japan
- パソコンサンデー（テレビ大阪制作、一時期同時ネット）
- BLEACH
- お金がなくても幸せライフ がんばれプアーズ!
- プレイガール
- 芸能人パチンコバトル P・リーグ
- ダメおやじ（東京12チャンネル時代、本放送終了後、1981年頃に月曜 - 金曜 16:40 - 16:55に放送[42]）
- 妖怪ウォッチ
- 突撃!しあわせ買取隊
- きらきらアフロTM（HABから移行、途中打ち切り、番組自体は継続中）
- Iターン
- じっくり聞いタロウ〜スター近況（秘）報告〜（途中打ち切り、番組自体は継続中）
- 超かわいい映像連発!どうぶつピース!!
- 小松原三夫のゴルフ道場
- おまかせ!山田商会
- 美の巨人たち（途中打ち切り）
- 年忘れにっぽんの歌（元日未明に放送）
- 夏祭りにっぽんの歌（後日放送、北陸放送に移行後、途中打ち切り）
- 少女雑貨専門TV エクボ堂
- 愛の貧乏脱出大作戦
- 三波伸介の凸凹大学校
- ギルガメッシュないと
- ロンブーの怪傑!トリックスター
- お茶の間の真実〜もしかして私だけ!?〜
- 日曜ビッグスペシャル（日曜スペシャルとして放送）
- ミエと良子のおしゃべり泥棒
- 新春ワイド時代劇
- 女と愛とミステリー→水曜ミステリー9（土曜午後、再放送は北陸放送で放送）
- テレビ東京月曜9時枠の連続ドラマ（『女のサスペンス』など）
- 金曜7時のコンサート〜名曲!にっぽんの歌〜
- たけしのニッポンのミカタ!（北陸放送から移行）
- レベチな人、見つけた
- 〜夢のオーディションバラエティー〜Dreamer Z
- SPY×FAMILY（Season 1）
- キャラ@声部（火曜 1:35 - 1:40（月曜深夜）・金曜 1:26 - 1:31（木曜深夜、再放送）、テレビ愛知制作）

### その他
- ライチDE光クラブ（ネルケプランニング・MMDGP制作）

### テレビ朝日系列
※番組名に★印があるものは北陸朝日放送に移行した番組。
- 仮面ライダーシリーズ（毎日放送（MBS）制作、腸捻転解消前。テレビ朝日製作の平成・令和シリーズは★）
- ドラえもん（1985年11月 - ）★
- 機動戦士Ζガンダム→機動戦士ガンダムΖΖ（名古屋テレビ制作）
※北陸放送が『重戦機エルガイム』40話を最後に放送を打ち切り後、一年の間をおいて「ΖΖ」を石川テレビが放送することが決定。話の整合性の問題から前番組の『Ζガンダム』を平日月曜から木曜夕方に再放送の形で放送し、土曜早朝に続編の「ZZ」を時差放送した。
- あさりちゃん
- 愛してナイト
- フクちゃん
- 聖闘士星矢（Ωは★）
- 魔法使いサリー（第2作）
- 藤子不二雄ワイド（1985年のみ冬休みに放送、『エスパー魔美』は北陸朝日放送開局まで石川県では未放送）
- あばれはっちゃくシリーズ
- おはよう!スパンク→とんでモン・ペ→レディージョージィ（朝日放送（ABC）制作）
- メタルヒーローシリーズ（1985年に北陸放送から移行）★
巨獣特捜ジャスピオン（途中から）→時空戦士スピルバン→超人機メタルダー→世界忍者戦ジライヤ→機動刑事ジバン→特警ウインスペクター→特救指令ソルブレイン（途中まで）
- ワールドプロレスリング★
- 西部警察→西部警察PART-II（IIIは北陸放送で放送。2004は★）
- パーマン（同時ネット→遅れネット、再放送は★）
- オバケのQ太郎（1985年4月 - 9月、途中打ち切り、再放送は★）
- 怪物くん （月曜 19:00 - 19:30、ドラマ版はテレビ金沢で放送）
- つるピカハゲ丸くん （再放送は★）
- ビートたけしのTVタックル★
- クイズタイムショック（生島時代のみ。土曜 10:00 - 10:30（1989年11月 - 1990年2月）→土曜 16:00 - 16:30（1990年3月）、田宮・山口時代は北陸放送にて放送。「タイムショック21」以降は★）
- 朝まで生テレビ!（1991年8月まで、1991年10月から★）
- タモリ倶楽部★
- みごろ!たべごろ!笑いごろ!
- 世界あの店この店
- 世界の車窓から（早朝に放送、打ち切り後★）
- 笑アップ歌謡大作戦
- 何かとワイド面白地球
- ビートたけしのスポーツ大将（復活特番及び第3期は★）
- クイズおもしろTV
- 東京国際女子マラソン★
- 暴れん坊将軍（初期のみ、のちに北陸放送へ移行）
- はーいステップジュン（ABC制作）
- お笑い花月劇場（ABC制作）
- 霧の感情飛行（ABC制作）
- 必殺シリーズ（ABC制作、1986年初頭?に北陸放送から移行）★
- クイズ地球の歩き方（ABC制作）
- 三枝の国盗りゲーム（ABC制作）
- 霊感ヤマカン第六感（ABC制作、腸捻転解消前は北陸放送で放送、ただし時差ネット）
- 地球大好き!大冒険!→地球は僕らの宝島 →地球キャッチミー（ABC制作、スポンサードネット）★
- 素敵にドキュメント（ABC制作）★
- 合コン!合宿!解放区!（ABC制作）★
- ジムボタン（MBS制作、腸捻転時代）
- ラブアタック!（ABC制作）
- タレント子育て論
- 全英オープン (ゴルフ)★
- プロ野球ドラフト会議（1989年、1990年）★
- 木曜ドラマ（平日午後に放送）★
- 日曜洋画劇場（『木曜ナイトスクリーン』として一部放送）★
- 火曜ミステリー劇場（テレビ朝日、ABC制作）
- ダウンタウン探偵組（ABC制作、1991年版は★）
- ザ・ハングマンシリーズ（ABC制作、再放送は★）

### 日本テレビ系列
※番組名に★印があるものはテレビ金沢に移行した番組。
- キャッツ♥アイ→ダーティペア（月曜19:00からの放送だったが、日本テレビと同時ネットだったわけではない）
- 戦え!超ロボット生命体 トランスフォーマーV
- 土曜グランド劇場 （MROから移行。水曜→月曜→火曜 22:00 - 22:54に放送）★
- 笑点（日曜 15:00 - 15:40 → 土曜 16:00 - 16:40。一部スポンサードネット）★
- 天才・たけしの元気が出るテレビ!! （日曜正午に放送、下記の番組放送の為打ち切り）★
- クイズ世界はSHOW by ショーバイ!![43]★
- 巨泉のこんなモノいらない!?（木曜深夜、後継番組の『知ってるつもり?!』はテレビ金沢でサービス放送開始後から放送）
- 今夜は最高!（日曜 23:00 - 23:30に放送）
- 爆風スランプのお店（『夜も一生けんめい。』以降は★）
- 日曜はダメ!!
- スター爆笑Q&A （読売テレビ制作）★
- 木曜スペシャル （『日曜スペシャル』枠などで放送）★ 
  - アメリカ横断ウルトラクイズ（1989年まで）★
- 木曜ゴールデンドラマ （読売テレビ制作、『土曜（日曜）ゴールデン劇場』として土曜→日曜午後に放送、1988年10月以降は『水曜グランドロマン』と交互に放送）★
- 水曜グランドロマン （『日曜ゴールデン劇場』として『木曜ゴールデンドラマ』と交互に放送）★
- 金曜劇場（一部作品を平日午後に放送）
- 水曜ドラマ（一部作品を平日午後に放送、1988年9月まで。1991年10月以降は★）
- 恋はハイホー!（1988年3月、平日夕方に放送。同じ菊池桃子主演の映画『テラ戦士ΨBOY』『アイドルを探せ』は北陸放送の『名画招待席』で放送）
- 心のともしび★
- 月曜スター劇場
- 火曜劇場
- あきれた刑事
- 火曜20時時代劇枠（北陸放送から移行。遅れネット）★
  - 長七郎江戸日記シリーズ
  - 新五捕物帳
- カリキュラマシーン（平日午後に遅れて放送）
- びっくり日本新記録（最後の半年間のみ）→ザッツ!好奇心→どっちDOTCH!（いずれも金曜19時台前半に放送、読売テレビ制作）
- 細腕繁盛記（読売テレビ制作）
- ルパン三世 PARTIII （読売テレビ制作、第1・2シリーズは北陸放送で本放送後、石川テレビとテレビ金沢で再放送）
- シティーハンター（読売テレビ制作、1・2を放送）
- 白い牙
- 魔神英雄伝ワタル（2はテレビ金沢で放送）
- ビバ!クイズ（北日本放送制作、1974年の一時期のみ放送）
- 宇宙戦艦ヤマトIII （読売テレビ制作、本放送（本放送は北陸放送で放送）終了後、1981年頃に平日 17:25 - 17:55に放送[44]。）
- とびだせ!バッチリ（平日夕方に遅れて放送）[45]
- 侍ジャイアンツ
- 忍者マン一平（本放送終了後、1984年頃に月曜 - 金曜 16:55 - 17:25に放送[46]）
- 年末時代劇スペシャル（1年遅れ、1989年まで放送）
- 実戦!ゲートボール
- プロ野球デーゲーム中継（北陸放送が編成上放送出来ない日曜午後のみ放送）
- ゴルフ日本シリーズ（日曜の最終日のみ1989年まで、北陸放送が編成上放送出来なかったための措置）

### その他
- チャージマン研!（ナック制作、TBS系。北陸放送の編成から外れ、番組販売扱いで放送）
- BLACK LAGOON、BLACK LAGOON The Second Barrage（UHFアニメ　幹事：メ～テレ）
- ポピーザぱフォーマー
- 日本の原風景（不定期放送）
- アーノルド坊やは人気者（中部日本放送などでも放送）

## 石川さん
- 石川さん（いしかわさん）は2003年（平成15年）、石川テレビの開局35周年にあたって制作されたマスコットキャラクター。髪型と顔が石川の「石」の字を模したデザインとなっている[25]。年齢・性別ともに明らかになっていない。
- 同年5月30日放送のキャンペーンCM『石川さん誕生編』で初披露され（桃太郎の誕生をイメージし、川から流れてきた大きな石が割れ。中から石川さんが出てくるというもの）、全20本のCMが制作された[25]。
- デザインは一般公募ではなく、石川県内のデザイン事務所やイラストレーターなどの知り合いを通して募集し、最終選考に残った3点から全社員約100名による人気投票により[47]、金沢市内のデザイン事務所に勤務していたグラフィックデザイナーの柳谷正志がデザインしたものが選考された[47]。
- その独特のキャラクターからゆるキャラとしてみうらじゅんの著書で紹介され、全国放送の番組にも着ぐるみで登場するようになる。また、局のPRコマーシャル『石川さんだね』篇では、平成15年日本民間放送連盟賞テレビCM部門の最優秀賞を受賞している。
- その後、キャラクター商品の販売（石川さんショップ）や冠番組『石川さんのお気に入りII』（終了）などでも登場する。2006年（平成18年）4月からは1日の放送のオープニングやクロージングにも登場している。
- 2008年（平成20年）7月には石川さんのテーマ曲「石川サンバ」のDVDが発売された。
- 石川テレビのロゴマークにも採用されている（石川テレビの「石」の部分が石川さんの顔になっている）。

1976年（昭和51年）から石川さんへ交代するまでは『Uちゃん坊や』（登場当初は『ITC坊や』）というキャラクターが使用されていたが、テレビ金沢や北陸朝日放送開局後は、Uちゃん坊や＝石川テレビという独自性が成り立たなくなったため、表に出なくなった。2001年放送の放送の『FNS27時間テレビ』内の『FNS最強キャラクター大相撲』では、当時の夕方の番組キャラクター『元太くん』を代わりに出場させているが、これを契機に、元太君を同局のキャラクターと誤認されない様に自局のキャラクター作りに動くことになり、『石川さん』の誕生に繋がったと言われている

## アナウンサー
近年は有期契約社員が主である。

### 現職

#### 男性
- 2004年 稲垣真一（元北日本放送アナウンサー、制作部部長）
- 2018年 秋末械人

#### 女性
- 2022年 尾﨑侑美（元NHK新潟放送局キャスター）
- 2024年 沼本若菜
- 2025年 古賀華梨、加藤葵

### 過去

#### 男性
- 1969年
  - 岡村光芳（4月入社 - 1970年9月、退社後は広島ホームテレビ、テレビ神奈川を経て、会社社長を歴任）
- 1972年
  - 山本正芳
- 1973年
  - 原秀二（ - 2012年9月）
- 1976年
  - 伊藤雅雄（ - 2021年6月）
- 1988年
  - 竹内章（報道制作局、2020年4月より曜日を問わずニュースを担当。2025年1月からは『石川さんパレット』の18時台ニュース・17時台天気予報と日曜のニュースを担当）
- 1998年
  - 木内亮（現サンテレビ）
- 2008年
  - 瀧口俊介（ - 2011年、東京支社に異動後、2012年に退社。元RFラジオ日本アナウンサー）
- 2011年
  - 伊藤慎祐（ - 2018年6月、退社後はロンドンへ留学。『石川さん情報Live リフレッシュ』内の『慎祐のロンドン日記』コーナーに出演[50]、ロンドン大学ゴールドスミス修士課程終了後、2020年から地元局のフジテレビ政治部 防衛省担当記者として活動[51]）
- 2018年
  - 飯田嘉太（10月入社 - 2022年12月、報道制作局記者（2023年1月 - 2025年5月））。元奈良テレビアナウンサー、くまもと県民テレビへ移籍）
- 2019年
  - 久保田啓介（ - 2024年12月、現フリー）

#### 女性
- 1974年
  - 大橋のり子（ - 2011年3月）
- 1984年
  - 斎藤千夏（ - 1987年、NACK5パーソナリティを経て現フリー）
- 1985年
  - 太郎田真理（フリーを経て、石川県議会議員）
- 1993年
  - 小谷あゆみ（ - 2003年、現フリー）
- 1996年
  - 竹嶋和江（ - 2009年）
- 2002年
  - 植杉尚子
- 2004年
  - 陣内智衣（ - 2007年、NHK高知放送局契約キャスターより移籍）
  - 矢内環（岩手朝日テレビより移籍、 - 2007年6月、退社後はテレビ長崎）
- 2006年
  - 安田真理（NHK富山放送局契約キャスターより移籍、 - 2012年）
- 2007年
  - 小林史子（ - 2009年、テレビ山梨に移籍）
  - 渡辺亜里（エフエム岩手より移籍、 - 2010年、現在は地元宮城でフリー）
- 2009年 
  - 小野木梨衣（ - 2014年）
- 2010年
  - 小坂知里（瀬戸内海放送より移籍、 - 2013年、その後NHK徳島放送局契約キャスターを経て現フリー）
  - 柴崎美穂（ - 2015年、アミューズを経て現フリー・シンガーソングライター）
- 2012年
  - 森結有花（ - 2017年、地元局の北海道放送へ移籍）
- 2013年
  - 薄田ジュリア（ - 2017年、現在はフリーで地元局・関西テレビ『報道RUNNER』のキャスターなどを2023年まで担当）
  - 弘松優衣（ - 2018年、現在は地元の大阪でフリーアナウンサー・実業家として活動）
- 2014年
  - 竹内彩華（ - 2015年10月、テレビ信州を経て現フリー）
- 2016年
  - 今井友理恵（ - 2021年、現フリー）
- 2017年
  - 加藤愛（ - 2019年9月、地元局のCBCテレビへ移籍したのち、現フリー）
  - 河谷麻瑚（ - 2022年、現在は地元の大阪でオフィスキイワードに所属）
- 2018年
  - 河合莉菜（ - 2021年7月、地元局の名古屋テレビを経て現フリー〈NTB所属〉）
- 2020年 
  - 平井美優（ - 2024年10月）
- 2021年
  - 吉田優（4月入社 - 2024年3月、一旦フリーアナウンサー〈生島企画室所属〉へ転向した後、同年10月からNST新潟総合テレビアナウンサー）
  - 向山侑希（ - 2025年1月）
- 紙谷みち子
- 遠藤千芽
- 古沢真紀（現フリー）

## アナウンサー以外の主な社員・出演者
- 塩野利明 - 報道部記者、2017年4月から2020年3月まで『石川さん みんなのニュース』→『石川さん プライムニュース』→『石川さん Live News it!』キャスター兼務
- 五百旗頭幸男 - ディレクター、元チューリップテレビアナウンサー

### 過去
- 本吉達也（元報道部副部長、元羽咋市長）
- 上野巧郎（当時石川テレビ社員〈2013年 - 2017年、読売テレビに移籍〉） - 『石川さん情報Live リフレッシュ』レギュラー・『リフレッシュぷらす』・『石川さん みんなのニュース』中継・スポーツ実況
- 的場絢香 - 2024年3月29日まで『石川さん情報Live リフレッシュ』レギュラー、『石川さん Live News イット!』中継リポーター。平日午後・土曜・日曜・年末年始など定時ニュースを担当していた時期があった。
- 越村江莉 - 2008年4月6日から2024年12月13日まで『石川さん情報Live リフレッシュ』MC

## 番組編成における特徴
※ 石川テレビの番組編成はネットする番組とそうでない番組との格差が大きい場合がある。以下は具体例。
めざましテレビ・めざましどようび
- 2013年（平成25年）6月28日まで『めざましテレビ』の放送開始が全ネット局で最後まで通常時5:55からの飛び乗り放送[注 24]となっていたが、2013年（平成25年）7月1日からフルネット[注 25]に移行した。ただし、この以前も臨時でフルネットをしたこともある[注 26]。なお、第1部の5:25 - 5:55は2013年（平成25年）9月27日までローカルセールス枠（任意ネット枠）となっていた。反面、土曜日版『めざましどようび』は従来より6:00スタートのフルネットとなっている[注 27]。

ノンストップ!
- 2000年（平成12年）4月から2024年（令和6年）12月までは北陸地方で唯一の非ネット局[注 28]でもあった。当該時間帯は2008年（平成20年）4月7日から2024年（令和6年）12月13日までは自社制作のローカルワイド『石川さん情報Live リフレッシュ』が放送されていた。ただし、2011年（平成23年）3月14日から16日の間、東北地方太平洋沖地震（東日本大震災）関連の内容に変更したため、『リフレッシュ』を休止し当時同枠でフジテレビが放送していた枠移動前の『知りたがり!』（第1期）を臨時ネットした。また、『スパイスTV どーも☆キニナル!』で放送されていた『キッチン de SHOW』などのコーナーも関西テレビ同様に一切放送していなかったが、2009年（平成21年）4月より『キッチン de SHOW』のみ『どーも☆キニナル!』終了後も一時毎週水曜・木曜日に放送していた。一方、隣県の福井テレビは同枠を『噂のどーなってるの?!』の開始時より同時ネットしていた（富山テレビも同時期にネット開始）が、『知りたがり!』（第1期）を最後にネット離脱[注 28]。先述の『リフレッシュ』終了に伴い2025年1月6日から石川テレビでもネット[注 29]開始。同月以降、北陸地方で唯一の非ネット局は福井テレビだけとなる。

旬感LIVE とれたてっ!
- 『知りたがり!』（第2期）→『アゲるテレビ』では全国枠の第1部のみのネットだったが、『直撃LIVE グッディ!』では第2部も通常時ネット[注 30]していた（北陸3県では唯一[注 31]）。『グッディ!』終了から3年後となる2023年10月からは関西テレビで『旬感LIVE とれたてっ!』を放送開始。石川テレビでも2024年3月以降不定期でネットしている。2024年4月1日から富山テレビで、2025年3月31日から福井テレビでレギュラーネット開始しており、同日以降は北陸3県で唯一通常時非ネットとなる。

Live News イット!
- 2001年（平成13年） - 2003年（平成15年）の間に、平日17時台で『夕やけワイド まちかど元気王』という月曜 - 金曜の情報番組を放送していたが、2003年（平成15年）4月から『FNNスーパーニュース』の同時ネットに切り替えた。その後、2012年（平成24年）4月2日よりフジテレビにおいて、枠移動・拡大後の『知りたがり!・第1部』ネット開始のため、9年間放送してきた第1部の放送を2012年（平成24年）3月30日限りで一旦打ち切りこれまで16時台に放送していたドラマの再放送を繰り下げて放送することとなったが、2012年（平成24年）7月30日より第1部（16:50 - 17:54）のネットを再開した。その後、『石川さん みんなのニュース（みんなのニュース）』→『石川さん プライムニュース（プライムニュース イブニング）』→『石川さん Live News it!（Live News it!）』と番組は変遷したが、17時台から全国枠まで[注 32]のネットを継続していた。16時台に関しては2013年（平成25年）4月1日から『スーパーニュース』が16:30開始となり石川テレビでも16時台（16:30 - 16:50）をネット[注 33]したが、同年6月28日をもって同枠のネットを打ち切り、同年7月1日から16:50開始（『北陸中日新聞ニュース』は16:48 - 16:50）に戻った[注 34]。2020年（令和2年）9月28日からフジテレビでは『Live News イット!』へ番組タイトルを変更し、放送時間を15:45 - 19:00[注 35]へ拡大。これに合わせ石川テレビでも『石川さん Live News イット!』に番組タイトルを変更し、『イット!』第1部（15:45 - 16:50）・第2部（16:50 - 17:48）をネット。16時台のネットは7年3か月ぶりとなる。2021年（令和3年）8月30日から富山テレビが[注 36]、2023年（令和5年）4月3日から福井テレビがそれぞれ第1部をネット開始[注 37]したため、北陸3県で第1部ネットが出揃うこととなった。2025年（令和7年）1月6日から22年ぶりとなる夕方ワイド番組『石川さんパレット』（16:45 - 19:00）開始に伴い、2024年12月27日をもって第1部を打ち切り、第2部後半（17:12.30 - 17:48）は『パレット』ローカル枠となり、北陸3県では唯一第1部・第2部後半が非ネットとなった。2025年4月以降、第1部非ネットかつ第2部の時間帯でローカル編成を行うのはFNN全局でも唯一となっている。
- 日曜のタイトルは『北陸中日新聞日曜夕刊』→『北陸中日新聞サンデーNews』に差し替えている。

今夜はナゾトレ
- 2005年度には自社制作番組（『千客万来!ほのぼのマンデー』）を放送していたが、2006年度から当該2番組間で枠交換することにより、月曜19時台の『ネプリーグ』を同時ネットで再開した。自社制作番組では2006年（平成18年）7月から2007年（平成19年）6月には月1回『石川テレビハイビジョンスペシャル「時をつなぐ」』を放送したことがあったが、後に原則差し替え放送は行わないようになった。2015年（平成27年）4月から月曜19時台がネットワークセールス枠に転換され、ローカル自体は火曜19時枠に移動したが、差し替え放送は現在でも行っていない（金曜19時枠と同様）。

坂上どうぶつ王国
- 金曜19時台はフジテレビ系列において、ローカルセールス枠であり、基本同時ネットされている。不定期に自社制作番組を放送している（かつては月曜19時台がローカルセールス枠だった）。時差ネットでの振替放送は原則として行っていなかったが、これに関してはフジテレビで放送された次の日の土曜午前に振替放送[注 38]か1時間短縮版を行っている。

ノイタミナ
- 2007年（平成19年）に「のだめカンタービレ」を15時台に放送されたが、以降、2025年3月までは3作品しか放送されていなかった。特に週2作品の放送体制時代の作品については、民放4局以上ある地域で唯一1度も放送実績を持たない局でもある。

その他
- 『ミュージックフェア』[注 39]は一切ネットしていない。
- 過去には『夕やけニャンニャン』を放送しなかった[注 40]。その反面、『オールナイトフジ』をネットしていたことがある。また、深夜番組が突然打ち切りになることもしばしばあり、一例として『ペケ×ポン』が2008年（平成20年）3月で一旦打ち切りとなっている（同年7月に放送を再開）。
- 当局では開局以来、台風や地震等の災害時に於ける重大ニュースを除きフィラー放送を行なっていない。

## 主な主催イベント
- 世界の凧の祭典
  - 1989年（平成元年）に石川テレビ開局20周年記念事業として開催。例年5月のゴールデンウィークに河北郡内灘町で開催される。なお、2011年（平成23年）は同年3月11日に発生した東北地方太平洋沖地震（東日本大震災）の影響を考慮し中止となった。

- 百万石ロードレース
  - 10月に金沢市の本多の森公園周辺で開催される市民参加型のマラソン大会。

## 関連企業
- 石川テレビ企業（番組制作）
- 石川テレメッセージ（テレメッセージグループに属するポケットベル事業者、解散）

※なお、関連企業ではないが、石川テレビ放送はエフエム石川の発行済株式を10%保有しており、中日新聞社などとともに筆頭株主となっている。エフエム石川のCMを放送するだけでなく、エフエム石川で石川テレビ主催のイベントの宣伝も放送されることがある。